# 沃倫縣 (新澤西州)
沃倫縣（英語：Warren County）是美国新泽西州西北部的一個縣，西隔德拉瓦河與宾夕法尼亚州相望，面積940平方公里。根據2020年美國人口普查，共有人口10萬9,632人。縣治貝爾維迪爾（Belvidere）。該縣成立於1824年11月20日，縣名紀念在美國獨立戰爭邦克山戰役中戰死的約瑟·瓦倫。